# 伊吹武彦

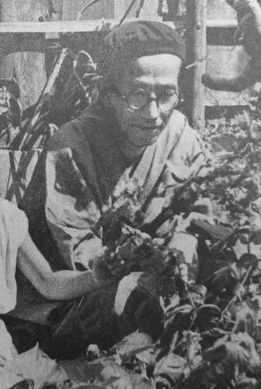
1948年

伊吹 武彦（いぶき たけひこ、1901年1月27日 - 1982年10月12日）は、日本のフランス文学者。京都大学名誉教授。

## 人物
大阪府生まれ。旧制第三高等学校を経て、東京帝国大学文学部仏文科卒。第三高等学校教授、京都帝国大学文学部講師、1950年京都大学文学部仏文科教授。1964年に定年退官、関西学院大学教授を務めた。戦後まもなくは、文芸誌『世界文学』（を編集し、近現代フランス文学を紹介した。
ラクロ、フローベール、アナトール・フランス、プルースト、サルトルなどを訳し、生島遼一、桑原武夫とともに京大フランス学を形成した。後年は『仏和大辞典』の編纂にも尽力した。
京都市とパリの姉妹都市の結成など日仏文化交流に貢献し、1961年にレジオンドヌール勲章を受章した。

## 著書
- 『近代仏蘭西文学の展望』（白水社） 1936
- 『人間像を索めて フランス文学覚書』（カホリ書房） 1948
- 『サルトル論』（世界文学社） 1949
- 『ベレー横町』（中外書房） 1958
- 『仏和大辞典』（編、白水社） 1981

## 翻訳
- 『ボヴァリイ夫人』（改造社、フロオベエル全集1） 1936、のち岩波文庫（上・下） 1960、改版 2007
- 『夜のガスパール』（ルイ・ベルトラン、青木書店） 1939、のち角川書店、三笠文庫、平凡社 世界の名詩集
- 『情念論』（創元社、デカルト選集4） 1939、のち角川文庫 1959
- 『自我礼拝』（モーリス・バレス、河出書房、新世界文学全集4） 1941、のち改訳版（中央公論社、世界の文学） 1970
- 『アメリカとは何ぞや』（アンドレ・ジーグフリード、世界文学社） 1946
- 『水いらず / 壁』（ジャン・ポール・サルトル、吉村道夫共訳、世界文学社） 1946、のち人文書院「サルトル全集」、新潮文庫 改版2005
- 『架空のインタヴュー』（アンドレ・ジイド、世界文学社） 1946
- 『シルヴェストル・ボナールの罪』（白水社、アナトオル・フランス長篇小説全集1） 1947、新版 2000ほか、岩波文庫 1975 度々再版
- 『危険な関係』上・下（ラクロ、創元社） 1947、のち岩波文庫 1965
- 『ソファー』（クレビヨン・フィス、世界文学社） 1949
- 『実存主義は是か非か』（サルトルほか、今井仙一共訳、創元社） 1950
- 『出口なし』（人文書院、サルトル全集8） 1952
- 『失われた時を求めて 第3巻 ゲルマント公爵夫人』（マルセル・プルースト、生島遼一共訳、新潮社） 1953、新版 1974
- 『エウパリノス / 魂と舞踊』（ポオル・ヴァレリイ、人文書院、現代フランス名作集） 1954
- 『失われた時を求めて 第5巻 囚われの女』（プルースト、新潮社） 1954、新版 1974
- 『実存主義とは何か』（人文書院、サルトル全集13） 1955
- 『サルトル』（フランシス・ジャンソン、人文書院、永遠の作家叢書） 1957、のち新版
- 『コリドン / ナルシス論 / 愛の試み』（アンドレ・ジイド、角川書店、アンドレ・ジイド全集8） 1958
  - 『ユリアンの旅』（山内義雄訳、青銅社） 1976 - 改訂再録
- 『ベレニス』（人文書院、ラシーヌ戯曲全集1） 1964
- 『フェードル』（人文書院、ラシーヌ戯曲全集2） 1965
- 『アナトール・フランスは語る』（加藤林太郎, 田中登共編、文林書院） 1971